# 林益如
林益如（1978年10月27日—）為台視主播，亦曾主持熱線追蹤（第二代主持人），原本播報週末晚間新聞，2009年12月31日因劉麗惠升格為台視副總，接下週一至週五《台視晚間新聞》時段，目前是台視的當家主播。

## 學歷
- 建安國小（1991年畢業）
- 延平中學國中部（1994年畢業）
- 延平中學高中部（1997年畢業）
- 國立政治大學新聞學系（2001年畢業）
- 哥伦比亚大学國際關係研究所

## 經歷
- 《傅培梅紀念專輯》主述（2004年9月25日，傅培梅逝世特別節目）[2]
- 台視財經台《財經夜報》主播[3]
- 《從台視看天下》→《從台北看天下》（2008年10月23日－2009年6月3日）
- 《熱線追蹤》（2009年6月8日－2014年12月29日）
- 《國際熱線》（2010年8月29日－2011年）
- 《深耕百年 創新台灣》（2010年5月17日－5月27日）
- 《台灣縱橫》（2011年5月16日－6月2日）
- 《金曲大人物》（第21屆金曲獎入圍作品電視專輯）
- 《金曲風雲榜》（第21屆金曲獎得獎發言回顧）
- 《第21屆金曲獎入圍禮讚》（傳播暨藝術音樂類）
- 《台視新聞世界報導》主播（2007年12月24日－2008年5月底）
- 《午安您好─台視新聞》假日主播
- 《台視晚間新聞》假日主播（2007年8月18日－2007年10月20日、2008年5月10日－2009年12月27日）
- 《企業名人堂》主持人（中末期）
- 《維也納新年音樂會》主持人（2008年－2014年）
- 《歷史風雲錄》主持人（2015年1月3日－2016年）
- 《探索科學 宇宙奇航》（2016年）
- 《台灣名人堂》主持人（2015年1月8日－2017年4月9日）

## 現任
- 《台視晚間新聞》當家主播（2009年12月25日－現今）。
- 《益起看世界》主持人（2018年1月6日－現今）。

## 參與節目
- 《百萬小學堂》：2009年2月27日，獲得新台幣2500元。

## 外部連結
- 林益如 （页面存档备份，存于） 台視新聞主播 - 台視網站
- 林益如的Facebook專頁

| 前任： 劉麗惠 2007年12月24日─2009年12月24日 | 《台視晚間新聞》主播 2009年12月25日─至今 | 繼任： |